# Комбриг

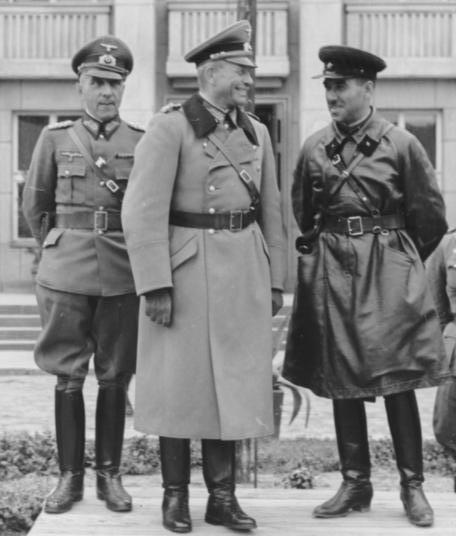
Гудеріан і комбриг Кривошеїн спілкуються під час спільного параду у Бресті, 22 вересня 1939

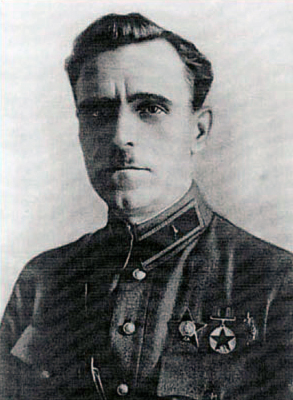
О.С. Сіроткін у однострої комбрига військ НКВС

Комбри́г — військове звання вищого командного складу в армії СРСР, а також в військах НКВС з 1935 до 1940 року. Скорочення від «командир бригади». Вище за рангом ніж полковник, але нижче ніж комдив.

## Військове звання в Червоній армії СРСР

### Посада в 1919—1924 роках
Зі створенням Червоної Армії для визначення приналежності до її складу в 1918 на комірах шинелей, гімнастерок нашивалися петлиці кольором по роду військ. 
Більшовицьким декретом від 10 (23) листопада 1917 року військові чини, звання та титули було скасовано. У збройних силах республіки  було започатковано рівність та виборність, але як виявилося у війську все одно були необхідні командири які були б призначені на посади виходячи з їхнього досвіду та здібностей. Солдатські комітети поступово втрачають своє значення, а командири підрозділів починають знову призначатися на посади, а не обиратися. Якщо первинно було досить носити нагрудний знак «червоного командира», то подальший досвід примусив ввести більш чіткіші знаки розрізнення посад військовослужбовців командирів. 
Вперше посадові знаки розрізнення військовослужбовців РСЧА введені наказом РВРР від 16 січня 1919 року у вигляді нарукавних знаків з яскраво-червоного сукна, які нашивалися на лівий рукав гімнастерки і шинелі над обшлагом. Нашивки складалися з п'ятипроменевої зірки червоного кольору, під якою розміщувалися знаки розрізнення військовослужбовців. В залежності від займаємо посади  військовик мав під зіркою певну кількість червоних суконних трикутників, квадратів чи ромбів. Командир бригади, чи скорочено «комбриг», мав за знак розрізнення один ромб під зіркою.
З введенням в січні 1922 для особового складу РСЧА нової єдиної форми одягу знаки розрізнення військовослужбовців стали розміщуватися на спеціальному клапані, який нашивався на лівий рукав шинелі і гімнастерки по середині рукава з сукна кольором по роду військ з яскраво-червоним кантом. В верхній частині клапану розміщувалася п'ятипроменева червона суконна зірка, нижче якої нашивалися посадові знаки розрізнення. У командного складу знаки розрізнення були червоні, у адміністративно-господарського складу – сині. Начальницький склад Генерального штабу мали знаки розрізнення з білого металу чи шиття. Як і раніше військовик залежності від займаємо посади мав під зіркою певну кількість суконних трикутників, квадратів чи ромбів. Командир бригади, мав за знак розрізнення один ромб під зіркою.

### Посада та службова категорія в 1924—1935 роках
20 липня 1924 року наказом РВР СРСР №807, для начальницького складу РСЧА вводяться службові категорії, які згідно службового положення поділялися на групи (молодший, середній, старший та вищий начальницький склад). Поділ начальницького складу встановлювався за основними типовими командно-стройовими посадами, до яких дорівнювалися інші військові посади РСЧА. Командир окремої бригади відносився до категорії К-10.
Знаки розрізнення службових категорій стають розміщуватися на петлицях які в свою чергу розміщувалися на комірі. Колір петлиць та їх облямівки залежав від роду військ чи служби до якої відносився військовик. Категорія військовика вказувалася знаками розрізнення у вигляді певною кількості червоних металевих емальованих трикутників – молодший, квадратів – середній, прямокутників (з 27 березня 1925 року) – старший, ромбів – вищий командний та начальницький склад. Командир окремої бригади та помічник командира дивізії як представники своєї службової категорії, мали за знаки розрізнення по одному ромбу на кожній з петлиць.

### Військове звання в 1935—1940 році
22 вересня 1935 року постановою ЦВК та РНК СРСР «Про введення персональних військових звань начальницького складу Робітничо-Селянської Червоної Армії і о заснуванні положення о проходженні служби командним і начальницьким складом РСЧА» («О введении персональных воинских званий начальствующего состава Рабоче-Крестьянской Красной Армии и об учреждении положения о прохождении службы командным и начальствующим составом РККА») відновлені персональні військові звання, серед яких у вищому командному складі було присутнє звання «комбриг».
Військове звання комбриг, було найнижчим званням серед вищого командного складу і було вище за рангом ніж полковник, але нижче ніж комдив. Знаки розрізнення військовослужбовців розміщувалися на петлицях і на рукавах вище за обшлагів.
В 1940 році, для вищого командного складу вводяться генеральські звання, паралельно зі скасуванням попередніх. Представники вищого командного складу проходили переатестацію, після чого отримували нові звання (як генеральські та і звання нижчого рангу). Нововведені генеральські звання не мали прямого спів падіння з попередніми званнями, отож носій наймолодшого звання вищого складу «комбриг», не обов’язково отримував наймолодше генеральське звання – «генерал-майор». 
Рівні комбригу звання начальницького складу були збережені. Їх продовжували надавати до 1942 року. Останнім було переатестовано звання бригвоєнюрист. Як правило носії таких звань, при переатестації отримували звання «полковника» відповідної служби, в деяких випадках – генерал-майор. 
Слід зауважити, що на початок Радянсько-німецької війни, в 1941 році, деякі представники вищого командного складу ще продовжували носити старі звання, так як ще не пройшли переатестацію, чи були відновленні на службі (колишні в’язні). 

### Співвідношення
| Рід військ                                      | Відповідне звання / посада |
| Командний склад                                 | Командний склад |
| ----------------------------------------------- | --- |
| Народний комісаріат внутрішніх справ            | Майор державної безпеки , введене постановою ЦВК та РНК СРСР від 7 жовтня 1935 року (військовослужбовці прикордонних та внутрішніх військ НКВС мали військові звання, які вживалися в РСЧА) Майор міліції |
| Військово-морський флот                         | Капітан 1-го рангу |
| Начальницький склад                             | |
| сухопутні війська та ВПС                        | Бригінженер |
| ВМФ                                             | |
| військово-політичний склад усіх родів військ    | Бригадний комісар |
| військово-господарський склад усіх родів військ | Бригінтендант |
| військово-юридичній склад усіх родів військ     | Бригвоєнюрист |
| військово-медичний склад усіх родів військ      | Бриглікар |
| військово-ветеринарний склад усіх родів військ  | Бригветлікар |

### Знаки розрізнення
Знаками розрізнення вищого командуючого складу РСЧА з 1935 року були позначені на петлицях з золотою облямівкою у вигляді металевих емальованих ромбів, а також у вигляді галунних кутів на рукавах.
Знаками розрізнення  комбрига був один ромб заввишки 1,7 і завширшки 0,8 см з міді, покритою темно-червоною емаллю, на петлицях, обшитих золотистим галуном і що мали колір відповідний роду військ. На рукавах вище обшлагу, нашивався один широкий золотистий кутовий шеврон (кутом донизу).
Слід зауважити, що знаки розрізнення вищого командуючого складу РСЧА зразку 22 вересня 1935 року, майже повторювали (за винятком маршалів Радянського Союзу та командармів першого рангу) знаки розрізнення командно-стройових посад зразку 1924 року. До введення персональних звань по одному ромбу у петлицях  носили представники вищого командуючого складу 10-ї категорії, на посадах: командира окремої бригади та заступника командира дивізії  . Золоті канти на петлицях, як і кути на рукавах до 1935 року не використовувалися. 
Знак розрізнення у вигляді одного ромба, використовувався для позначення посади «командир бригади» з 1919 року.
Комбриги берегової оборони та морської авіації носили форму військово-морських сил (РСЧФ). Знаки розрізнення розташовувалися на рукавах у вигляді смуг із золотої галунної стрічки, як і у старшого корабельного командного складу флоту. Відмінність була в тому, що просвіти між смугами були темно-брунатного (берегова оборона) чи блакитного (морська авіація) кольору, а у командного складу були кольору мундиру.
У комбрига ВМФ знаки розрізнення аналогічні капітану 1 рангу, одна широка смуга на рукаві, яка мала зверху та знизу облямівку військового кольору (блакитна чи темно-брунатна).

## Військове звання в внутрішніх та прикордонних військах НКВС СРСР

### Посада в 1919—1924 роках
В 1919 році Прикордонна охорона Російської республіки підпорядковувалася РВР, отож в ній відбувалися ті ж процеси які відбувалися в Червоній армії. Відбувається уніфікація одностроїв, вводяться знаки розрізнення за посадою яку займав військовослужбовець.  При загальному червоноармійському однострої для прикордонників вводився зелений військовий колір. 17 липня 1920 року (після введення в РСЧА нарукавних знаків розрізнення по родам військ) прикордонникам надано нарукавні знаки існуючих в РСЧА зразків, але на зеленій суконній підкладці. Подібні процеси відбувалися в військах внутрішньої охорони (з 1920 війська внутрішньої служби, а з 1921 року війська ВНК).
В січні 1922 року в РСЧА у зв’язку з введенням нової єдиної форми одягу знаки розрізнення військовослужбовців стали розміщуватися на спеціальному клапані, на лівому рукаві, що знайшло відображення в змінах однострою в органах ОДПУ. 24 липня 1922  року Наказом за військом № 260 встановлюється особиста форма та знаки розрізнення військ ДПУ, що здебільшого відповідали однострою РСЧА. Базовим кольором для військ ДПУ став чорним, нарукавні клапани та петлиці були чорні, клапани мали кольорові облямівки (штаби військ та округів - білі, піхота - червоні, кінному – блакитні, залізничники – малинові, авто бронечастини – жовті). Хоч на клапанах зірка завжди була червона суконна, але знаки розрізнення за посадою, були кольору облямівки.  30 листопада 1922 року Наказом № 563/2 для Окремого прикордонного корпусу встановлюється форма одягу, встановлена для військ ДПУ (згідно Наказу № 260) з заміною чорного військового кольору на зелений з зазначенням «облямівку не вводити», хоч в наказі прикордонникам присвоювалася облямівка військ ДПУ. Збереглися і емблеми родів військ на зеленій основі.  Система знаків розрізнення як і в РСЧА продовжувала базуватися на використанні певної кількості трикутників, квадратів чи ромбів. Командир бригади військ ДПУ, мав за знак своєї посади один ромб на клапані під зіркою. 
В 1923 році Наказом ДПУ №222, відбулися зміни у одностроях. Так прикордонники до однострою зразка 1922 року, отримали малинову облямівку на петлиці, клапани та кашкети; внутрішні війська отримали сірий колір з малиновою облямівкою.

### Посада в 1924—1935 роках
В 1924 року в однострої військовослужбовців РСЧА відбуваються чергові зміни, що знаходить відповідь в зміні одностроїв військовослужбовців ОДПУ. Клапани скасовуються, а знаки розрізнення починають розміщуватися на кольорових петлицях на комірі. Командний склад було поділено на: молодший, середній, старший та вищий склад. В 1924 році посадовими знаками розрізнення як і раніше були трикутники, квадрати та ромби, але в 1925 році відбуваються зміни внаслідок введення нового типу знаків розрізнення для старшого командного та начальницького складу – прямокутників («шпал»). Командир окремої бригади та комісар бригади військ ОДПУ використовували за знаки розрізнення по одному ромбу у петлиці. Петлиці всіх військ та служб ОДПУ стали крапові з малиновою облямівкою, винятком стали прикордонники, яким залишили зелені петлиці.  

### Військове звання в 1935—1940 році
В тому ж 1935 році коли були введені персональні військові звання в РСЧА, відбуваються подібні процеси в НКВС. Згідно з наказом НКВС СРСР № 319 від 10 жовтня 1935, постановою  НКВС СРСР № 2250 від 7 жовтня 1935, а також наказами № 396 (по ГУДБ) и № 399 (ГУПВО) від 27.12.1935 року для особового складу певних Головних управлінь НКВС (як то ГУПВО та ГУДБ) вводяться персональні військові та спеціальні звання. Якщо співробітники ГУДБ отримали особливі звання то особовий склад ГУПВО (прикордонні та внутрішні війська) отримали звання за зразком раніше прийнятих в РСЧА. Введені вже в 1936 році знаки розрізнення (спершу на рукавах, пізніше на рукавах та петлицях) суттєво відрізнялись від армійських.
На петлицях з’являються повздовжні просвіти, певного кольору. Молодший командний начальницькі склади мали червоні просвіти, середній та старший склади мали сріблясті просвіти, вищий склад мав золотисті просвіти. Також на петлицях, в залежності від звання розташовувалася певні кількість сріблястих (старший склад), золотистих (вищий склад) п’ятипроменевих зірочок чи червоних емальованих трикутників (середній склад) та золотисто-червоних кутиків (молодший).  Командний від начальницького складу відрізнявся наявність галунного золотого трикутнику внизу петлиці (інтендантський склад мав сині кути), колір петлиць був краповий для внутрішньої охорони (військ) та зелений для прикордонників. Носій звання «комбриг», отримав за знаки розрізнення одну золоту зірку на петлиці з золотим просвітом, а також одну червону зірку з золотою облямівкою на рукаві. 
Дані знаки розрізнення проіснували недовго і вже в 1937 році їх було скасовано, а замість їх ввели знаки розрізнення за зразком РСЧА. Комбриги ГУПВВ НКВС як і їх армійські колеги отримали по одному ромбу на кожну з петлиць, крапову чи зелену в залежності від роду військ (облямівка петлиць золота). На рукавах знаками розрізнення як і у військовослужбовців РСЧА стали кутові золоті шеврони, комбриг військ НКВС мав на рукаві один золотий кутовий шеврон. 
7 травня 1940 року ПВР СРСР і РМ СРСР були встановлені генеральські звання для вищого командного складу. Для вищого командного та начальницького складу військ НКВС (від комкора до комбрига) це значило фактичне скасування всіх існуючих військових звань вищого комскладу і переатестацію на нові звання поза всякого зв'язку зі старими. У внутрішніх та прикордонних військах НКВС вищим командирам були надані тільки звання «генерал-майор» і «генерал-лейтенант».

## Галерея

Нарукавний знак розрізнення комбрига з 31 січня 1922.
Петлиця на шинель та гімнастерку комбрига авіації з 3 грудня 1935.
Знак розрізнення (шеврон) комбрига на рукав, 1935-1940.
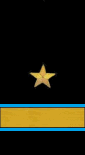
Нарукавний знак розрізнення комбрига Морської авіації ВМФ, 1935-1940.
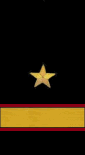
Нарукавний знак розрізнення комбрига Берегової оборони ВМФ, 1935-1940.
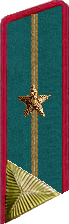
Знак розрізнення (петлиця) комбрига прикордонних військ НКВС, 1936-1937.
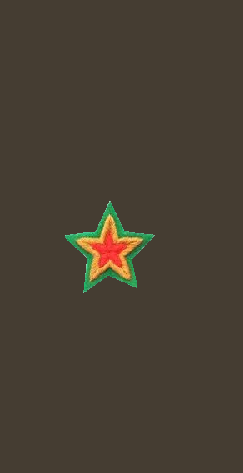
Нарукавний знак розрізнення комбрига військ НКВС, 1936-1937.

## В мистецтві
- Звання комбрига має Федір Федорович Серпилін, один з героїв роману «Живі і мертві» Костянтина Симонова та однойменного фільму (роль комбрига Серпиліна виконав А. Д. Папанов).
- Звання комбрига має Іван Варавва, в фільмі «Офіцери».